# تیم ولت
تیم ولت (هلندی: Tim Veldt؛ زادهٔ ۱۴ فوریهٔ ۱۹۸۴) دوچرخه‌سوار اهل هلند است.
وی در مسابقات کشوری و بین‌المللی در مجموع برندهٔ ۳ مدال نقره، ۲ مدال برنز شده‌است.